# Бородатый меченосый древолаз
Бородатый меченосый древолаз (лат. Xiphocolaptes falcirostris) — вид птиц из семейства печниковых. Эндемик Бразилии. Естественной средой обитания являются субтропические или тропические сухие леса. Миграций не совершают. Выделяют два подвида. Птицы преимущественно насекомоядны. Сезон размножения выпадает на лето Южного полушария.
МСОП присвоил виду охранный статус VU. Угрозой для него считают возможную утрату мест обитания. Считается, что популяция этих птиц насчитывает лишь 2500—10000 взрослых особей.

## Описание
Длина тела 28—32 см, масса 110 г. Клюв длинный и тонкий, хвост сравнительно короткий.